# Rhythm Is My Business
Rhythm Is My Business (с англ. — «Ритм — это моё дело») — двадцать четвёртый студийный альбом американской джазовой певицы Эллы Фицджеральд, выпущенный на лейбле Verve Records в 1962 году под студийным номером Verve MG V-4056. В записи пластинки принимал участие оркестр под управлением Билла Доггетта.
В 1999 году Verve перевыпустили запись в формате CD под студийным номером Verve 559 513-2, в новую версию вошли два дополнительных трека.

## Список композиций
| №                   | Название                                                                     | Текст песни         | Музыка                              | Длительность |
| ------------------- | ---------------------------------------------------------------------------- | ------------------- | ----------------------------------- | ------------ |
| 1.                  | «Rough Ridin’»                                                               | Элла Фицджеральд    | Хэнк Джонс, Уильям Теннисон-младший | 2:51         |
| 2.                  | «Broadway»                                                                   | Билли Бёрд          | Тэдди Макрей                        | 2:43         |
| 3.                  | «You Can Depend on Me»                                                       | Луи Данлэп          | Эрл Хайнс, Чарльз Карпентер         | 3:32         |
| 4.                  | «Runnin’ Wild»                                                               | Лео Вуд             | Джо Грей, Артур Гиббс               | 2:40         |
| 5.                  | «Show Me the Way to Get Out of This World 'Cause That's Where Everything Is» | Лес Кларк           | Мэтт Деннис                         | 2:42         |
| 6.                  | «I’ll Always Be In Love With You»                                            | Сэм Степт           | Бад Грин                            | 2:50         |
| Общая длительность: | Общая длительность:                                                          | Общая длительность: | Общая длительность:                 | 17:18        |

| №                   | Название                    | Текст песни         | Музыка              | Длительность |
| ------------------- | --------------------------- | ------------------- | ------------------- | ------------ |
| 8.                  | «Hallelujah, I Love Him So» | Рэй Чарльз          | Рэй Чарльз          | 4:13         |
| 9.                  | «I Can't Face the Music»    | Тед Колер           | Руби Блум           | 5:00         |
| 10.                 | «No Moon at All»            | Рэдд Эванс          | Дэвид Манн          | 2:36         |
| 11.                 | «Laughin' on the Outside»   | Бен Ралей           | Берни Уэйн          | 4:53         |
| 12.                 | «After You've Gone»         | Генри Кример        | Тёрнер Лэйтон       | 4:08         |
| Общая длительность: | Общая длительность:         | Общая длительность: | Общая длительность: | 19:11        |

| №                   | Название                                          | Текст песни         | Музыка              | Длительность |
| ------------------- | ------------------------------------------------- | ------------------- | ------------------- | ------------ |
| 13.                 | «Taking a Chance on Love» (Previously unreleased) | Джон Латуш          | Вернон Дюк          | 2:35         |
| 14.                 | «If I Could Be With You» (Previously unreleased)  | Генри Кример        | Джеймс П. Джонсон   | 2:39         |
| Общая длительность: | Общая длительность:                               | Общая длительность: | Общая длительность: | 5:14         |

## Участники записи
- Элла Фицджеральд — вокал.
- Тафт Джордан, Эрни Роял, Джо Уайлдер, Кай Уиндинг — труба.
- Мелба Листон, Бритт Вудман — тромбон.
- Карл Дэвис — гобой.
- Джерри Доджион, Фил Вудс — саксофон.
- Хэнк Джонс — фортепиано.
- Манделл Лоу — гитара.
- Люсиль Диксон, Джордж Дювивье — контрабас.
- Гас Джонсон — барабаны.
- Билл Доггетт — аранжировки, дирижирование, орган.